# Jurgen Hendriks
Jurgen Hendriks (Eersel, 11 september 1983) is een Nederlandse voetballer die als keeper uitkwam voor FC Eindhoven en EFC. Hendriks speelde in de jeugdopleiding van PSV en maakte zijn debuut in het Nederlandse betaalde voetbal op 13 december 2002 in een thuisduel met Sparta Rotterdam dat door FC Eindhoven met 2-0 werd gewonnen.
In het seizoen 2008/2009 is Hendriks aanvoerder bij de tweede club uit de lichtstad. Het seizoen daarop moest Hendriks zijn aanvoerdersband afstaan aan Ivo Rossen.
Ernstige knieblessures vormen een rode draad door zijn carrière. In het seizoen 2003-2004 scheurde hij de voorste kruisband van zijn linkerknie af. In het seizoen 2009/2010 viel hij uit in de wedstrijd tegen FC Oss. De voorste kruisband van de rechterknie bleek volledig afgescheurd te zijn. Tijdens carnaval 2010 ontving hij hiervoor D'n Opkikker.
Na het seizoen 2010-2011 vertrok Hendriks bij FC Eindhoven en ging hij spelen voor eersteklasser EFC uit zijn geboorteplaats Eersel.
Op 6 november 2011 scoorde Hendriks in de laatste minuut van de wedstrijd EFC - VV Geldrop de gelijkmaker maar deze werd afgekeurd vanwege vermeend buitenspel.

## Carrière
| 2002/03 | FC Eindhoven | 2   | 0 | Eerste divisie |   |   |   |   |   |
| 2003/04 | FC Eindhoven | 0   | 0 | Eerste divisie |   |   |   |   |   |
| 2004/05 | FC Eindhoven | 14  | 0 | Eerste divisie |   |   |   |   |   |
| 2005/06 | FC Eindhoven | 2   | 0 | Eerste divisie |   |   |   |   |   |
| 2006/07 | FC Eindhoven | 26  | 0 | Eerste divisie |   |   |   |   |   |
| 2007/08 | FC Eindhoven | 18  | 0 | Eerste divisie |   |   |   |   |   |
| 2008/09 | FC Eindhoven | 34  | 0 | Eerste divisie |   |   |   |   |   |
| 2009/10 | FC Eindhoven | 7   | 0 | Eerste divisie |   |   |   |   |   |
| 2010/11 | FC Eindhoven | 1   | 0 | Eerste divisie |   |   |   |   |   |
| 2011/12 | EFC          | 10  | 0 | Eerste klasse  |   |   |   |   |   |
| 2012/13 | EFC          | 8   | 0 | Eerste klasse  |   |   |   |   |   |
| Totaal  | Totaal       | 122 | 0 | 0              | 0 | 0 | 0 | 0 | 0 |